# Анохин, Павел Викторович
Па́вел Ви́кторович Ано́хин (род. 1962) — российский политик, депутат Государственной Думы Российской Федерации третьего и четвёртого созывов. Член фракции «Единая Россия».

## Образование и работа
Окончил школу № 17 и (с отличием) строительный факультет ППИ в 1985 году. Кандидат технических наук, доктор юридических наук, профессор академии МВД РФ (Санкт-Петербург). С 1985 по 1988, с 1991 по 1992 год — преподаватель на кафедре «Строительные конструкции» ППИ, с 1988 по 1991 год — аспирант в Центральном научно-исследовательском институте (ЦНИИ) строительных конструкций имени В. А. Кучеренко (Москва). В 1992 году создал в Перми финансово-промышленную группу «ДАН» (поставки нефти, торговля нефтепродуктами), став затем президентом этой группы.

## Политическая деятельность
Избирался депутатом Законодательного Собрания Пермской области (1997—1999). В 1999 году создал региональное общественно-политическое движение «Дело жизни» и возглавил в областном Законодательном собрании неформальную группу депутатов «Дело жизни».
В декабре 1999 года был избран депутатом Государственной Думы РФ третьего созыва по Ленинскому одномандатному избирательному округу No 139 Пермской области, был членом фракции «Единство», членом Комитета по энергетике, транспорту и связи, затем — заместителем председателя Комитета по законодательству.
В декабре 2000 года принял участие в выборах губернатора Пермской области, набрал 5,62 % голосов избирателей и занял 3 место.
7 декабря 2003 года был избран в Государственную Думу РФ четвёртого созыва от Ленинского избирательного округа No 139 Пермской области, был членом Комитета по гражданскому, уголовному, арбитражному и процессуальному законодательству.

## Награды и звания
- орден Русской Православной церкви Святого Равноапостольного князя Владимира I степени
- международный орден Святого Константина Великого (1999)